# Lac de Géronde
Der Lac de Géronde (deutsch Gerundensee) ist ein See in Siders (französisch Sierre) im Schweizer Kanton Wallis. Er liegt südöstlich des Stadtzentrums, von Hügeln und Rebbergen umgeben auf einer Höhe von 523 Metern und hat eine Fläche von 0,055 Quadratkilometern.
Der See kann auf einem Holzschnitzelweg in etwa einer halben Stunde umrundet werden. Das Freibad «Bains de Géronde» befindet sich am nordwestlichen Rand des Sees. Neben dem Hauptsee gibt es in der Nähe noch zwei «petit lacs» (kleine Seen). Das Schwimmbad Les bains de Géronde ist direkt am See gelegen.

## Zugang
Vom Bahnhof Sierre aus ist der Lac de Géronde zu Fuss in 10 Minuten erreichbar.

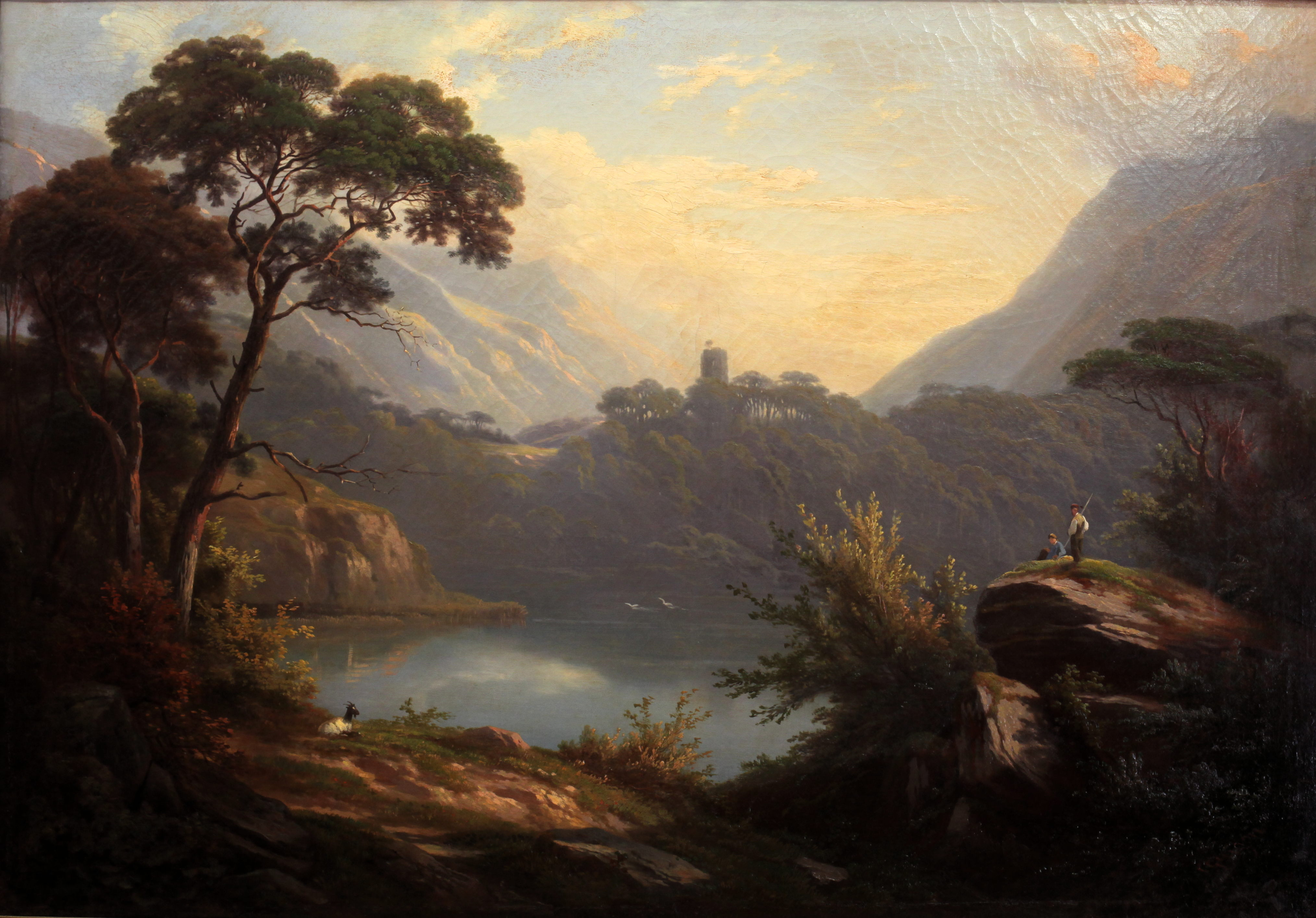
Gemälde von Charles-Louis Guigon, 1860